# Ferdinand Hodler

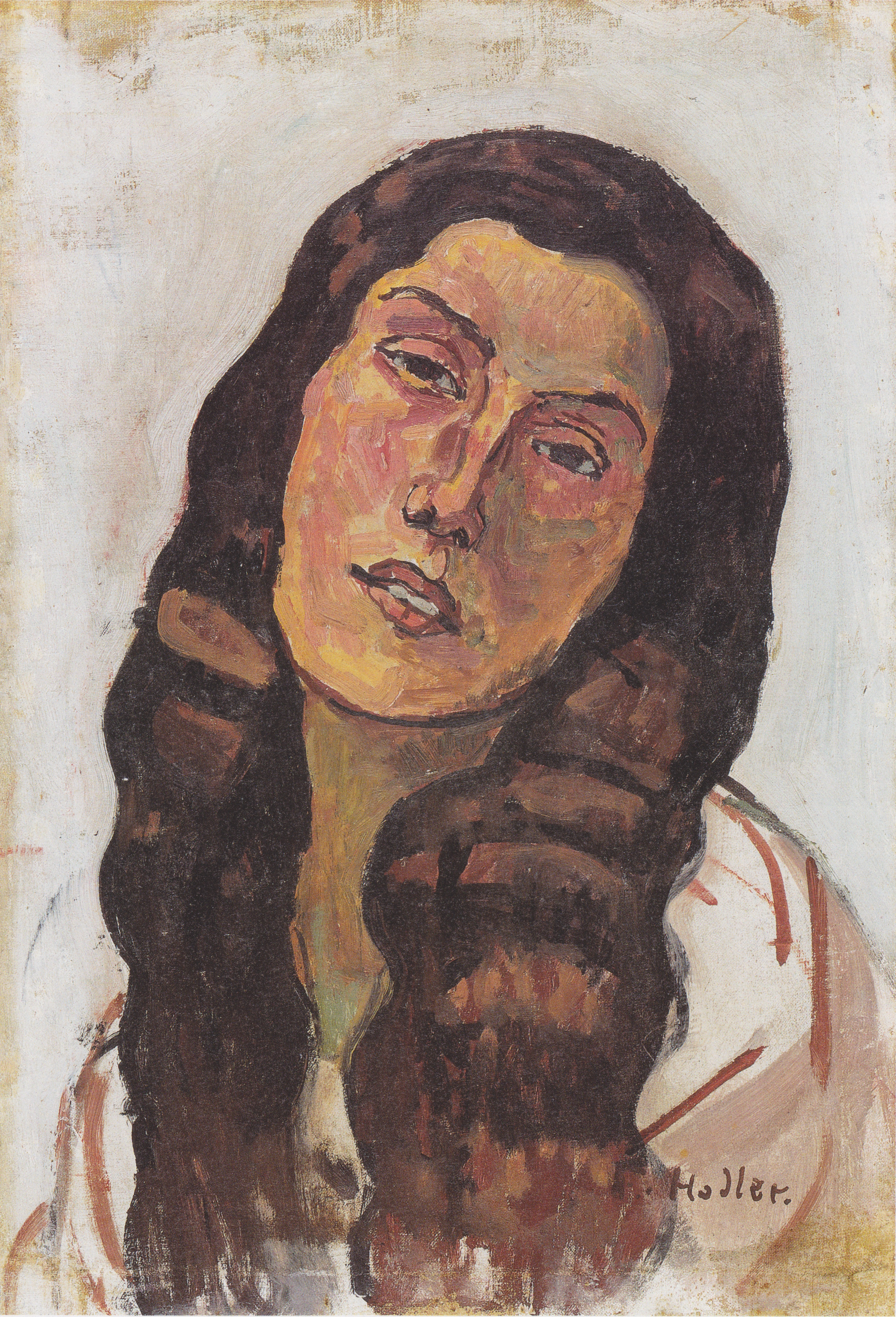
Portret Valentine Godé-Darel (1913)

Ferdinand Hodler (ur. 14 marca 1853 w Gurzelen w kantonie Berno, zm. 19 maja 1918 w Genewie) – szwajcarski malarz, przedstawiciel symbolizmu i secesji. Uważany za prekursora ekspresjonizmu i odnowiciela malarstwa ściennego oraz jedną z najsilniejszych indywidualności sztuki europejskiej z przełomu wieków;  najbardziej znany malarz szwajcarski XIX stulecia.  

## Życie i działalność
Urodził się w Bernie w niezamożnej rodzinie jako najstarsze z sześciorga dzieci; ojciec, Jean Hodler, był stolarzem, a matka, Marguerite Neukomm, pochodziła z rodziny chłopskiej. W dzieciństwie odumarł go chory na gruźlicę ojciec z dwoma młodszymi braćmi, a matka wyszła ponownie za mąż za malarza dekoracyjnego, ale w 1867 także zmarła na gruźlicę. Ostatecznie choroba zabrała wszystkich bliskich Hodlera, wzbudzając u przyszłego artysty szczególną świadomość śmiertelności człowieka. 
Mając 10 lat został przez ojczyma wyszkolony w zakresie malowania dekoracyjnego, a następnie wysłany do Thun, gdzie pobierał naukę u lokalnego artysty malarza Ferdynanda Sommera. Najwcześniejsze prace Hodlera to tradycyjne krajobrazy sprzedawane w sklepach dla turystów. W 1871, jako 18-letni, udał się pieszo do Genewy, aby rozpocząć karierę malarza. Studiował tam pod kierunkiem pejzażysty Barthélemy Menna. 
Prace z okresu wczesnej dojrzałości Hodlera to pełne realizmu krajobrazy, kompozycje figuralne i portrety. W 1875 udał się do Bazylei, gdzie studiował malarstwo Hansa Holbeina, zwłaszcza obraz Chrystus w grobie, który wywarł silny wpływ na malarskie traktowanie przez niego tematu śmierci. Po ukończeniu studiów genewskich (1876), w latach 1878–1879 podróżował po Hiszpanii. Jako dojrzały twórca prowadził kursy malarstwa i rysunku we Fryburgu (1896–1899). 
Przełomowa dla twórczości Hodlera znajomość z poetą-symbolistą Louisem Duchosalem (1884), entuzjastą Baudelaire'a i Wagnera, spowodowała odwrót od realizmu na rzecz symbolizmu. Począł tworzyć kompozycje zrytmizowane i monumentalne, nacechowane ekspresją i wyczuciem koloru (np. Noc, 1889/1890). W ostatniej dekadzie XIX w. jego twórczość dalej ewoluowała łącząc wpływy kilku gatunków, w tym symbolizmu i secesji. Wykształcił własną stylistykę, która nazywał paralelizmem, charakteryzującą się zbiorem postaci ułożonych symetrycznie w pozach sugerujących rytuał lub taniec (Wybraniec, 1893–1884; Prawda II, 1903; Święta godzina, 1907).
W 1884 Hodler poznał Augustine Dupin (1852–1909), która stała się jego modelką i towarzyszką przez następne lata, i z którą miał (1887) syna Hectora (późniejszego założyciela UEA – największej międzynarodowej organizacji użytkowników języka esperanto). Od 1889 aż do rozwodu w 1891 był żonaty z Berthą Stucki utrwaloną na obrazie Poezja (1897, Muzeum Wzornictwa, Zurych). W 1898 poślubił (także portretowaną) Berthę Jacques.
Był członkiem Secesji Berlińskiej (od 1900) oraz Secesji Monachijskiej (od 1903). W 1914 potępił zbrodnię doszczętnego zniszczenia francuskiego Reims bombardowaniami artylerii niemieckiej. W odwecie niemieckie muzea sztuki wykluczyły jego prace ze swych zbiorów.
W końcowym etapie twórczości prace artysty nabrały charakteru ekspresjonistycznego z silnie zabarwionymi, zgeometryzowanymi postaciami (np. Mówca, 1912–1913; Pieśń z oddali, 1913; Wilhelm Tell (1903, Landesmuseum, Zurych). Surowe krajobrazy przedstawiały często poszarpaną linię granicy między ziemią, wodą i niebem. Najbardziej znane obrazy przedstawiają jednak sceny z życia codziennego, jak np. Drwal (1910, Musée d’Orsay, Paryż; reprodukcja tego obrazu pojawiła się na rewersie 50-frankowego banknotu, emitowanego przez Szwajcarski Bank Narodowy w latach 1911–1914) czy Kosiarz (1910, utrwalony na banknocie 100-frankowym).
Oprócz obrazów alegoryczno-historycznych był twórcą okazałych malowideł ściennych (Odwrót Szwajcarów spod Marignano, 1899; Wymarsz studentów jeneńskich w 1813, 1908–1909, uniwersytet w Jenie; Jednomyślność, 1913, ratusz w Hanowerze), a także plakatów. 
W 1908 poznał swą kochankę Valentine Godé-Darel; kiedy w 1913 zachorowała na raka, malarz poświęcał wiele czasu opiece nad nią. Doświadczenie to zaowocowało niezwykłym cyklem obrazów, dokumentujących powolną degradację jej ciała. Śmierć Valentine w styczniu 1915 bardzo dotknęła artystę, który pogrążył się w pracy tworząc serię około 20 introspekcyjnych autoportretów (datowanych na 1916). Pod koniec 1917 sam podupadł na zdrowiu, co przywiodło go do myśli o samobójstwie. Chory na obrzęk płuc zmarł 19 maja 1918 roku w Genewie, pozostawiając wiele niedokończonych prac ukazujących miasto.

## Galeria

Dzieła Ferdinanda Hodlera
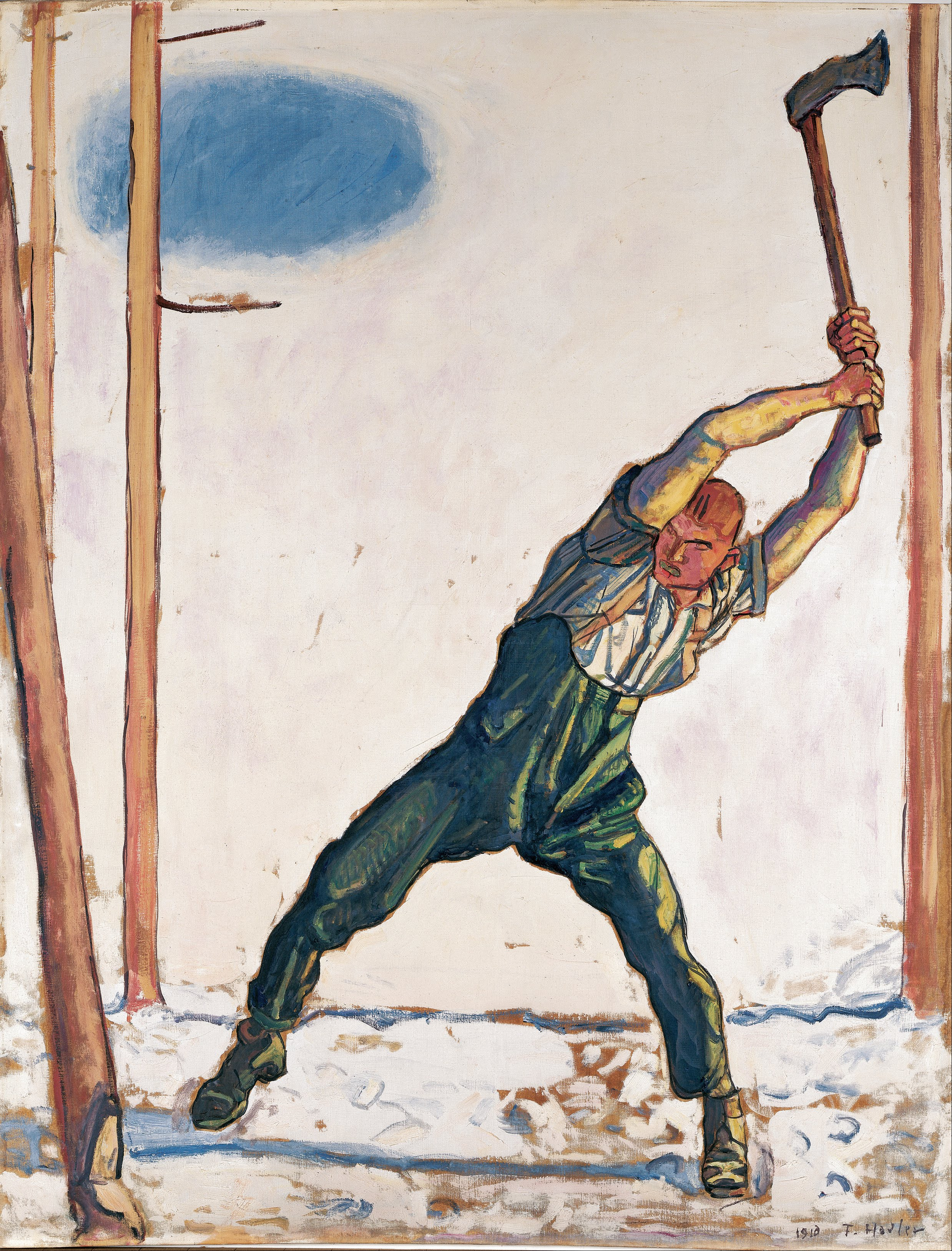
Drwal (1910)
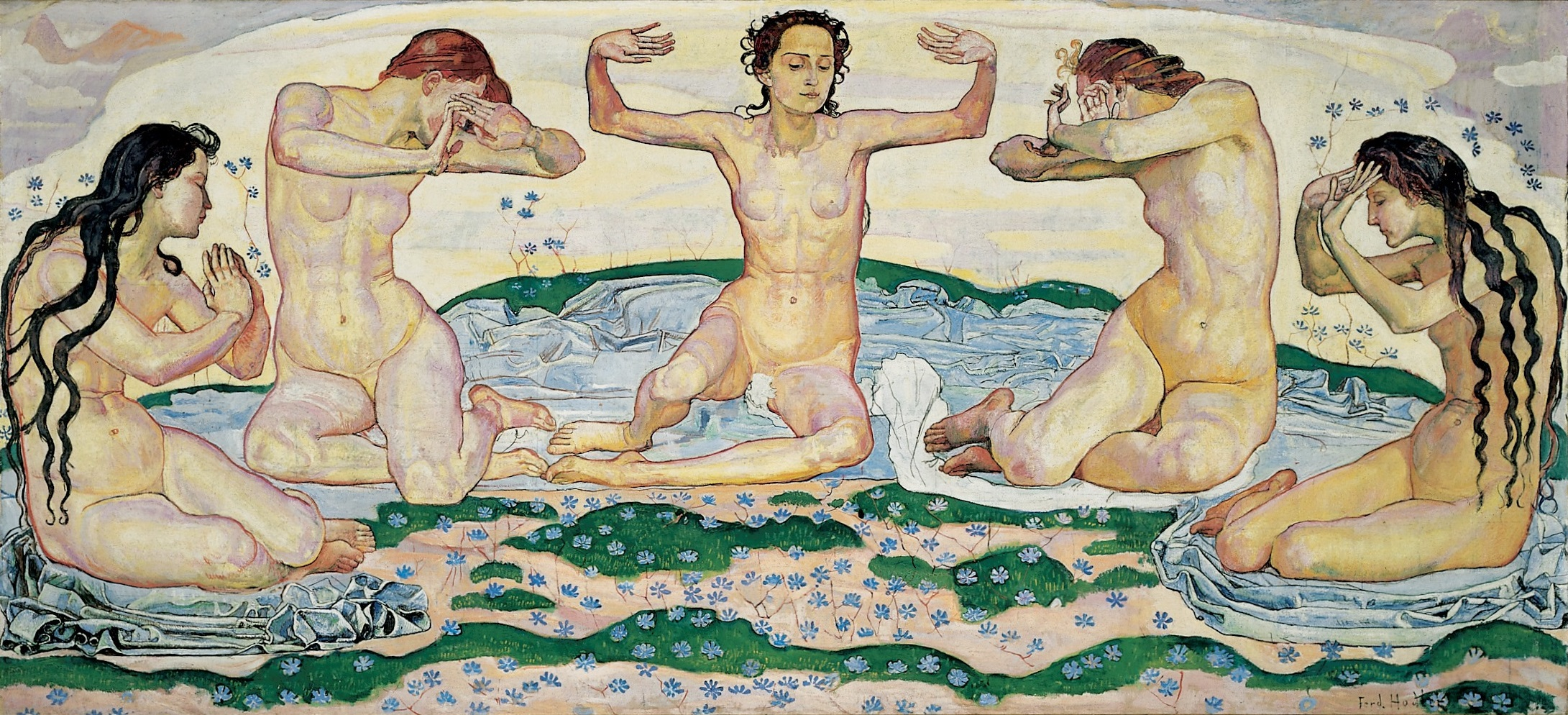
Dzień (1900)
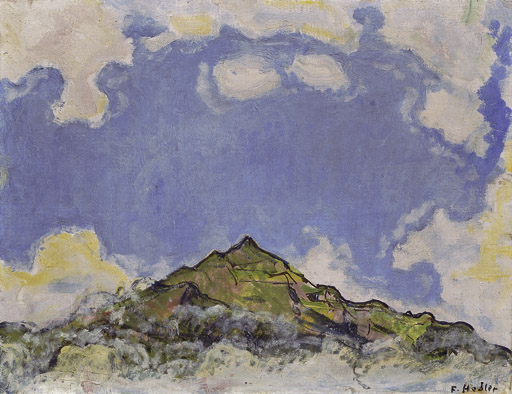
Góra Niesen (1910)
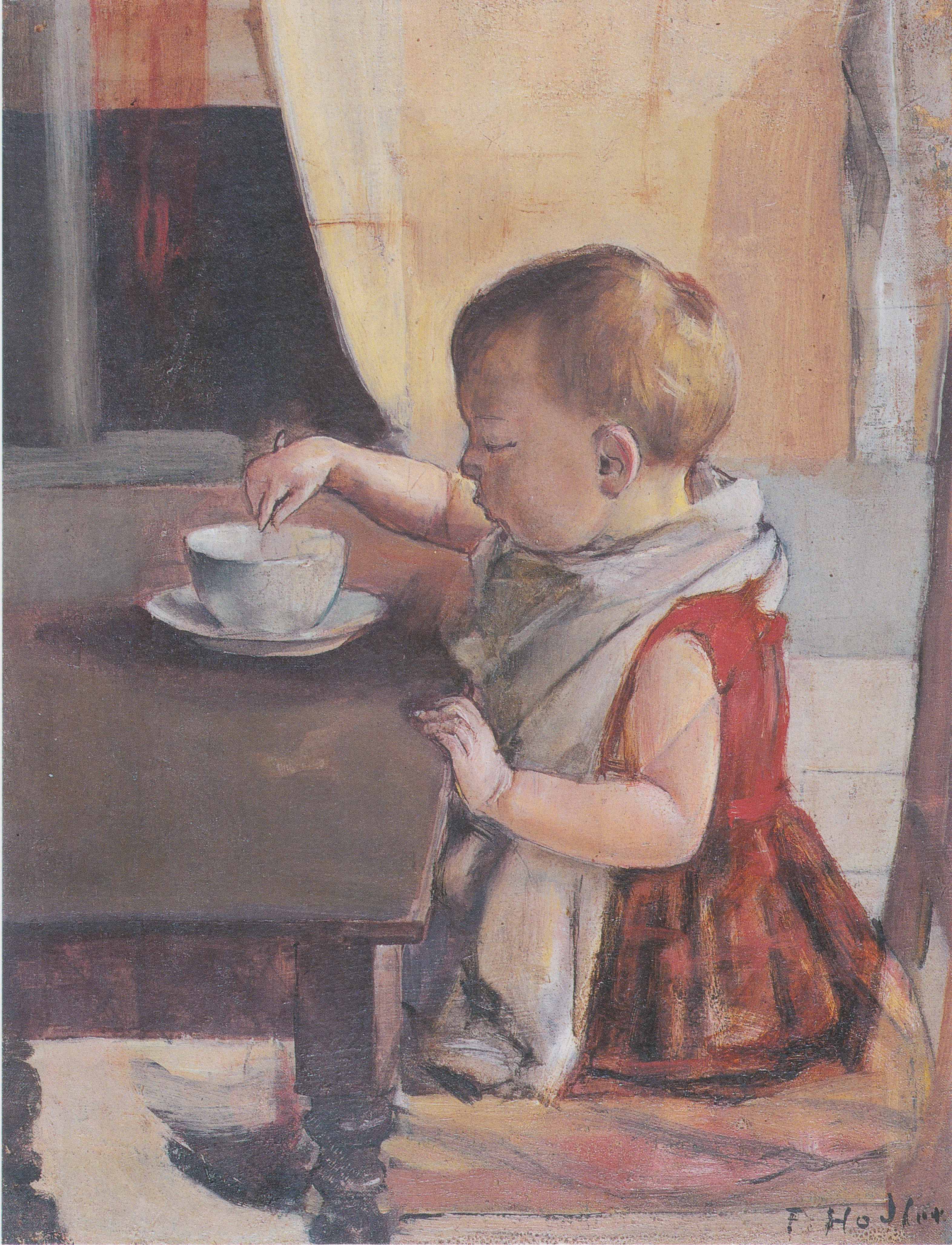
Dziecko przy stole (1889)